# Ribeira Funda (Ribeira Seca)
A Ribeira Funda é um curso de água português localizado na freguesia da Ribeira Seca, concelho da Calheta, ilha de São Jorge, arquipélago dos Açores.
Este curso de água tem origem a uma cota de cerca de 700 metros de altitude nos contrafortes montanhosos do Complexo Vulcânico do Topo, designadamente no Terreirão e no Pico da Urze. Procede à drenagem de uma bacia hidrográfica que engloba os contrafortes desta elevação e parte do Silvadão.
Desagua no Oceano Atlântico depois de atravessar entre a localidade do Poejal, e do Grutão Fundo entre a Ponta da Forcada e o Portal.